# Escalos de Cima
Escalos de Cima é uma povoação portuguesa do Município de Castelo Branco, na antiga província da Beira Baixa, região do Centro (Região das Beiras) e sub-região da Beira Interior Sul, que foi sede da extinta Freguesia de Escalos de Cima, freguesia que tinha 15,41 km² de área e 938 habitantes (2011), e, por isso, uma densidade populacional de 60,9 hab/km².
A Freguesia de Escalos de Cima foi extinta em 2013, no âmbito de uma reforma administrativa nacional, tendo sido agregada à Freguesia de Lousa para formar uma nova freguesia denominada União das Freguesias de Escalos de Cima e Lousa da qual é a sede.

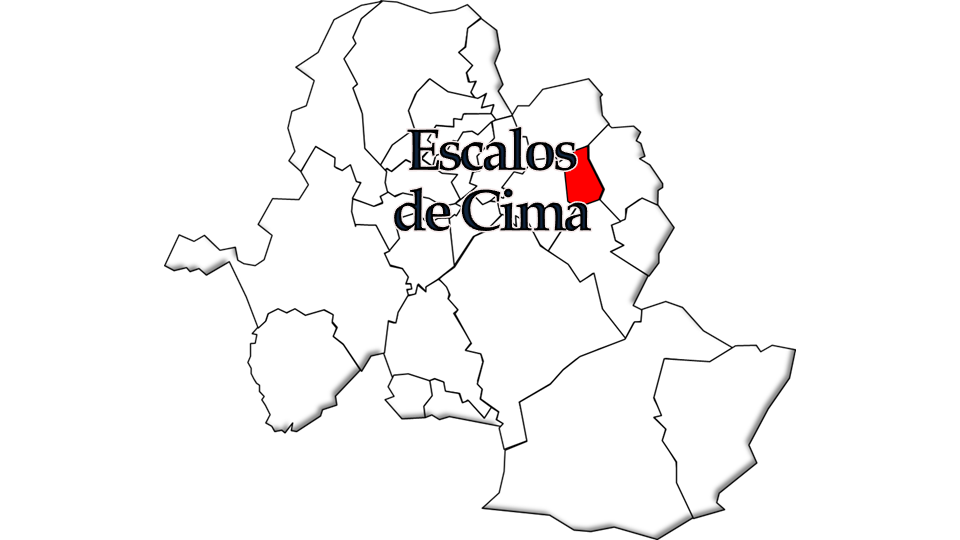
Localização no Município de Castelo Branco

## População

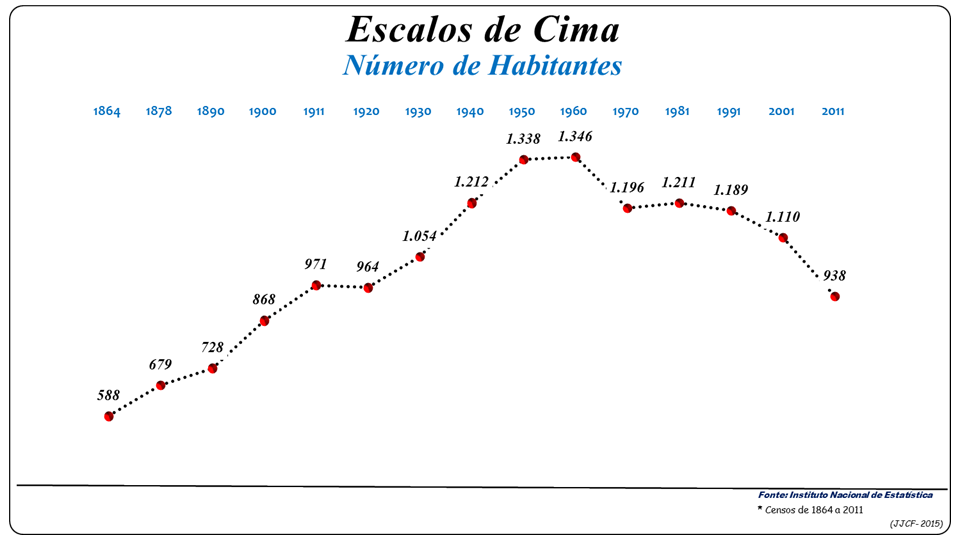
Evolução da População (1864 / 2011)

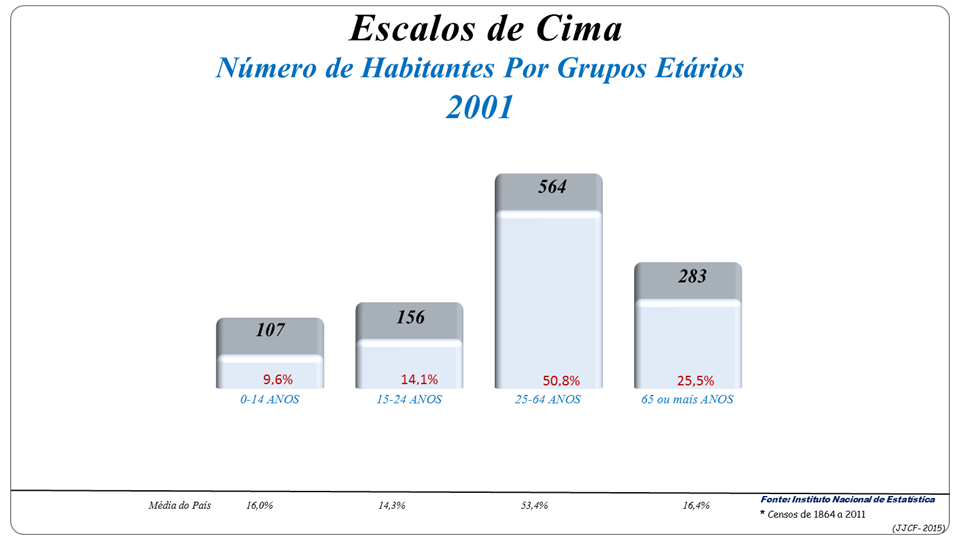
Grupos Etários (2001 e 2011)

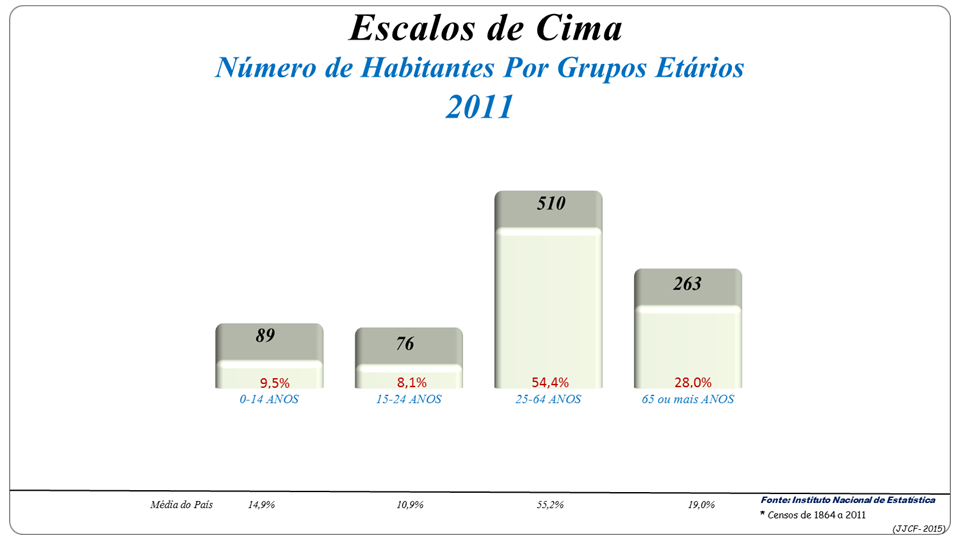
Grupos Etários (2001 e 2011)

| População da freguesia de Escalos de Cima | População da freguesia de Escalos de Cima | População da freguesia de Escalos de Cima | População da freguesia de Escalos de Cima | População da freguesia de Escalos de Cima | População da freguesia de Escalos de Cima | População da freguesia de Escalos de Cima | População da freguesia de Escalos de Cima | População da freguesia de Escalos de Cima | População da freguesia de Escalos de Cima | População da freguesia de Escalos de Cima | População da freguesia de Escalos de Cima | População da freguesia de Escalos de Cima | População da freguesia de Escalos de Cima | População da freguesia de Escalos de Cima |
| ----------------------------------------- | ----------------------------------------- | ----------------------------------------- | ----------------------------------------- | ----------------------------------------- | ----------------------------------------- | ----------------------------------------- | ----------------------------------------- | ----------------------------------------- | ----------------------------------------- | ----------------------------------------- | ----------------------------------------- | ----------------------------------------- | ----------------------------------------- | ----------------------------------------- |
| 1864                                      | 1878                                      | 1890                                      | 1900                                      | 1911                                      | 1920                                      | 1930                                      | 1940                                      | 1950                                      | 1960                                      | 1970                                      | 1981                                      | 1991                                      | 2001                                      | 2011                                      |
| 588                                       | 679                                       | 728                                       | 868                                       | 971                                       | 964                                       | 1 054                                     | 1 212                                     | 1 338                                     | 1 346                                     | 1 196                                     | 1 211                                     | 1 189                                     | 1 110                                     | 938                                       |

## Património
- Capelas da Senhora da Ajuda e de Santo Amaro
- Cruzeiro
- Solares
- Chafariz de Santo Amaro
- Vestígios arqueológicos romanos